# Sidi Bellater
Sidi Bellater ou Sidi Belattar (em árabe: سيدي بلعاتر) é uma cidade e comuna localizada na província de Mostaganem, Argélia. De acordo com o censo de 2008, a população total da cidade era de 6 794 habitantes.